# Gimena Accardi
María Gimena Accardi (Buenos Aires, 27 de mayo de 1985) es una actriz y conductora argentina.

## Carrera profesional
A los 10 años comenzó a estudiar teatro. Sus primeros pasos en su carrera como actriz los dio de la mano de Stella Maris Closas. Luego seguiría una temporada en la Escuela de Teatro de Patricia Palmer, para recalar, posteriormente, en la Casa de Raúl Serrano, donde estudió dos años. Gimena continuaba con sus clases de teatro cuando su profesora Stella Maris Closas le aconsejó que se presentara a un casting que realizaba Canal 13. Allí grabó su primer piloto para televisión, Cosa de chicos del productor Enrique Estevanez, que finalmente no fue emitido. Apostando nuevamente a su figura, Estevanez la llamó para personificar a Jessica, la hermana de “Beto” Santana en Los buscas de siempre por Azul Televisión en 2000. Luego en 2001 formó parte del elenco de PH, propiedad horizontal por Azul Televisión, interpretando a Sofía, una joven que debía enfrentar sus problemas de adicción a las drogas. 
A comienzos de 2002 se vistió de Catalina, una mentirosa empedernida en Maridos a domicilio por Azul Televisión. Luego de este programa de corto tiempo al aire, cambió de emisora. Primero fue un capítulo en el unitario Los simuladores por Telefe como Melina y luego participó en Kachorra por Telefe como Josefina. Más adelante interpretó a Sabrina en la segunda temporada de Rebelde way por América TV en 2003, que fue un gran éxito en Argentina, Israel, España y otros países de Latinoamérica. Ese mismo año fue convocada por la directora cinematográfica Teresa Constantini para interpretar a Lucila en el programa unitario Ensayo: Habitación 306. 
En 2004 personificó a Jazmín en la comedia Panadería los Felipe por Telefe. En febrero de 2005, mientras se disponía a recomenzar las grabaciones de la segunda temporada de Los Felipe, fue citada para convertirse en Tatiana en la telenovela Amor en custodia por Telefe. En 2006, finalizada su participación en este último programa, fue convocada para protagonizar un largometraje, pero motivos económicos pospusieron su rodaje para más adelante. Sin perder tiempo, continuó con su carrera universitaria durante el primer semestre del año, a la par grabó un capítulo para Un cortado, programa que se emitía diariamente por Canal 7. En el mes de julio, la productora Cris Morena la llamó para integrar, como Bernardita, el elenco de Alma Pirata. 
A principios de 2007 comenzó a trabajar en la postergada película Cartas para Jenny, filmada en la Provincia de San Luis y luego en Israel. Durante ese período, paralelamente, comenzaron las grabaciones de Casi Ángeles, Cris Morena, que fue éxito en la pantalla de Telefe donde interpretó a Malvina.
En 2009 fue el personaje antagonista de la película Papá por un día, con Nicolás Cabré y Luisana Lopilato. 
En 2011 formó parte de una de las telenovelas más exitosas de ese año, Herederos de una venganza, en la que encarnó a China Villegas, una de las antagonistas de la historia. Mientras grababa la novela hizo dos reemplazos teatrales, reemplazando primero a Eugenia Tobal y luego a Griselda Siciliani. En 2012 fue parte de la segunda temporada de Los únicos como Dolores, siendo la contrafigura del personaje interpretado por Emilia Attias. A mediados de ese año y durante 2013 formó parte de la novela de Pol-ka Sos mi hombre donde interpretó a una villana. Fue la contrafigura de la protagonista, Celeste Cid, peleando por el amor del personaje interpretado por Luciano Castro. En 2013 e inicios de 2014 fue parte del elenco de Solamente vos. 
En 2015 fue parte del elenco protagónico del unitario Milagros en campaña, además tiene una participación en Conflictos modernos. En 2016 protagonizó el musical El otro lado de la cama y formó parte del jurado de Canta si puedes.
En 2018 protagonizó Mi hermano es un clon, donde interpretó a Lara Alcorta después de que la actriz Violeta Urtizberea rechazara la oferta.

## Vida personal
En 2016 se casó con el actor Nicolás Vázquez, después de 9 años de relación.Se separaron en julio del 2025 después de 18 años juntos, realizando un anuncio en instagram

## Filmografía

### Cine
| Año  | Título                | Papel          | Notas |
| ---- | --------------------- | -------------- | ----- |
| 2007 | Cartas para Jenny     | Jennifer       |       |
| 2009 | Papá por un día       | Cecilia Ayerza |       |
| 2016 | Me casé con un boludo | Ella misma     | Cameo |
| 2018 | Re loca               | Sofía          |       |
| 2019 | Anoche                | Pilar          |       |

### Televisión
| Año       | Título                    | Papel                               | Notas                           |
| --------- | ------------------------- | ----------------------------------- | ------------------------------- |
| 2000-2001 | Los buscas de siempre     | Jessica Santana                     |                                 |
| 2001      | PH, propiedad horizontal  | Sofía                               |                                 |
| 2002      | Los simuladores           | Melina Fichelson                    | Episodio: «Seguro de desempleo» |
| 2002      | Maridos a domicilio       | Catalina                            |                                 |
| 2002      | Kachorra                  | Josefina Bernadette Moravia Estévez |                                 |
| 2003      | Rebelde Way               | Sabrina Guzmán                      |                                 |
| 2004      | Panadería los Felipe      | Jazmín Miñon                        |                                 |
| 2005      | Amor en custodia          | Tatiana Aguirre Achaval Urien       |                                 |
| 2006      | Alma pirata               | Bernarda «Bernardita» de Marco      |                                 |
| 2007-2010 | Casi ángeles              | Malvina Bedoya Agüero               |                                 |
| 2011      | Herederos de una venganza | Emilia «China» Villegas             |                                 |
| 2012      | Los Únicos                | Dolores Fuertes                     |                                 |
| 2012-2013 | Sos mi hombre             | Brenda Garay                        |                                 |
| 2013      | Una vida posible          | Carla                               |                                 |
| 2013-2014 | Solamente vos             | Candela                             |                                 |
| 2015      | Milagros en campaña       | Silvina Climber                     |                                 |
| 2015      | Conflictos modernos       | Claudia Suárez                      | Episodio: «Mateo»               |
| 2016      | Canta si puedes           | Jurado                              |                                 |
| 2016-2017 | Como anillo al dedo       | Conductora                          |                                 |
| 2018      | Rizhoma Hotel             | Florencia Balaguer                  | Episodio: «Te gusta»            |
| 2018-2019 | Mi hermano es un clon     | Lara Alcorta / Patricia López       |                                 |
| 2020      | Separadas                 | Carolina Fernández                  |                                 |
| 2024      | La voz ausente            | Cecilia Bermúdez                    |                                 |
| 2024      | Porno y helado            | Romina                              |                                 |

### Videos musicales
| Año  | Video      | Artista |
| ---- | ---------- | ------- |
| 2014 | «Afinidad» | Axel    |
| 2019 | «Laligera» | Lali    |

## Teatro
| Año       | Título                    | Papel                                  | Lugar                               |
| --------- | ------------------------- | -------------------------------------- | ----------------------------------- |
| 2004      | Veinte años antes         |                                        | Manzana de las Luces                |
| 2007      | Casi ángeles              | Malvina Bedoya Agüero                  | Teatro Gran Rex                     |
| 2011      | Los Únicos                | Rosario Ahumada / María Soledad Marini | Teatro Ópera                        |
| 2014      | Dos pícaros sinvergüenzas | Charlotte Skip                         | Teatro Metropolitan                 |
| 2016-2017 | El otro lado de la cama   | Sonia                                  | Teatro Apolo / Teatro Mar del Plata |
| 2021      | Una semana nada más       | Sofía                                  | Teatro El Nacional                  |
| 2024      | En otras palabras         | Juana                                  | Teatro Metropolitan                 |

## Premios y nominaciones
| Año  | Organización                     | Categoría                                               | Trabajo                      | Resultado | Ref(s) |
| ---- | -------------------------------- | ------------------------------------------------------- | ---------------------------- | --------- | ------ |
| 2017 | Premios Estrella de Mar          | Actuación protagónica femenina de comedia musical       | El otro lado de la cama      | Nominada  | [ 7 ]  |
| 2019 | Premios Martín Fierro            | Mejor actriz protagonista de ficción diaria             | Mi hermano es un clon        | Nominada  | [ 8 ]  |
| 2024 | Premios ACE                      | Mejor actriz protagónica en drama y/o comedia dramática | En otras palabras            | Nominada  | [ 9 ]  |
| 2024 | Premios Martín Fierro de la Moda | Estilo en streaming femenino                            | Cuando Eric conoció a Milton | Ganadora  | [ 10 ] |
| 2025 | Premios Martín Fierro de Teatro  | Mejor actriz protagónica comercial                      | En otras palabras            | Nominada  | [ 11 ] |